# Rettel
Pour l’article ayant un titre homophone, voir Rethel (homonymie).
Rettel est une commune française située dans le département de la Moselle, en région Grand Est et fait partie du pays de Sierck.

## Géographie

### Localisation
Village lorrain contigu à Sierck-les-Bains.
| Haute-Kontz      |         | Contz-les-Bains    |
| Berg-sur-Moselle | Rettel  | Sierck-les-Bains   |
| Malling          | Hunting | Kerling-lès-Sierck |

### Hydrographie
La commune est située dans le bassin versant du Rhin, au sein du bassin Rhin-Meuse. Elle est drainée par la Moselle et le ruisseau l'Altbach.
La Moselle, d’une longueur totale de 560 kilomètres, dont 315 kilomètres en France, prend sa source dans le massif des Vosges au col de Bussang et se jette dans le Rhin à Coblence en Allemagne.
Le ruisseau l'Altbach, d'une longueur totale de 16,6 km, prend sa source dans la commune de Mondorff et se jette  dans la Moselle à Haute-Kontz, après avoir traversé cinq communes.

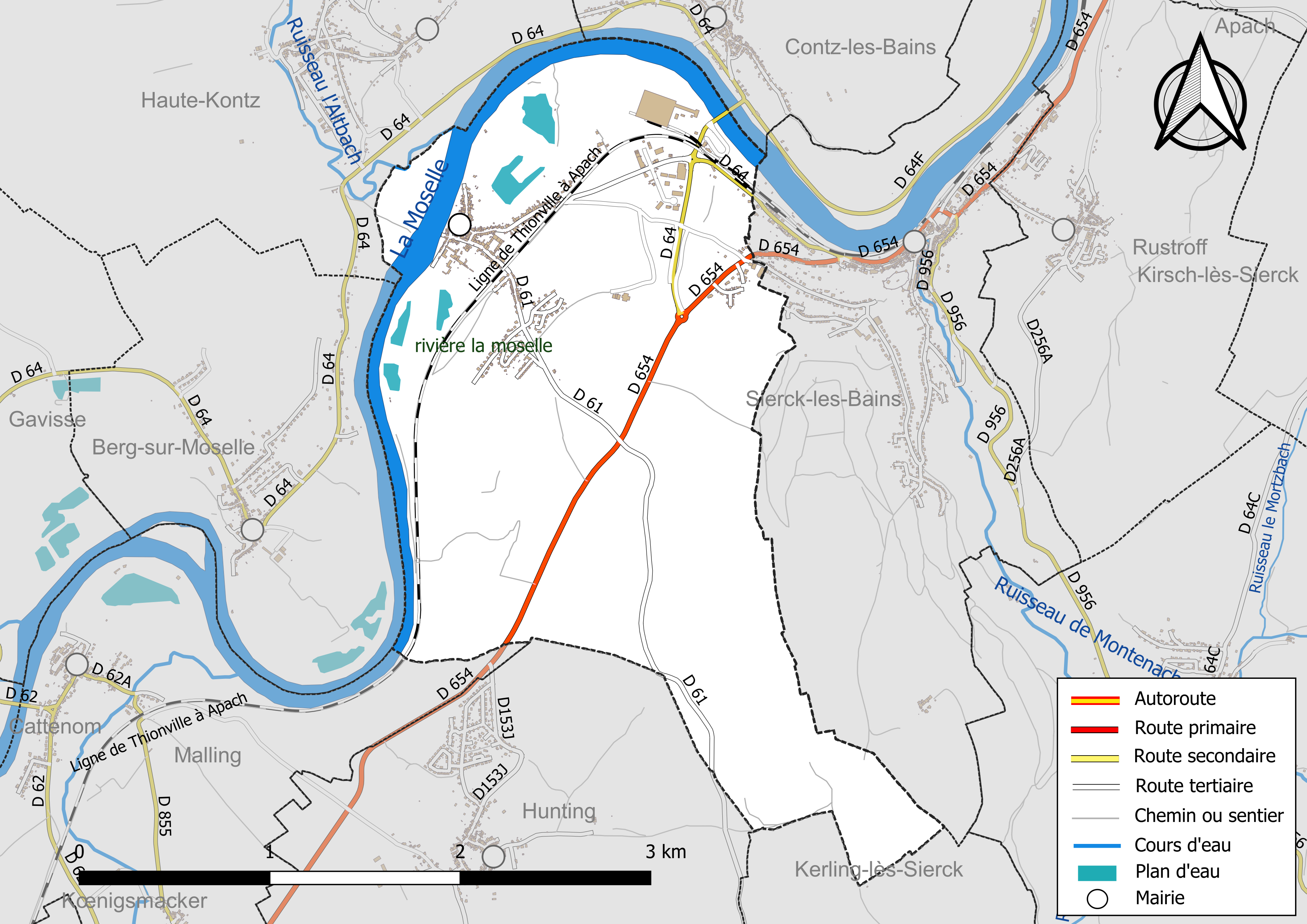
Réseaux hydrographique et routier de Rettel.

La qualité de la Moselle et du ruisseau l'Altbach peut être consultée sur un site spécial géré par les agences de l’eau et l’Agence française pour la biodiversité.

### Climat
Pour des articles plus généraux, voir Climat du Grand Est et Climat de la Moselle.
En 2010, le climat de la commune est de type climat des marges montargnardes, selon une étude du Centre national de la recherche scientifique s'appuyant sur une série de données couvrant la période 1971-2000. En 2020, Météo-France publie une typologie des climats de la France métropolitaine dans laquelle la commune est exposée à un climat semi-continental et est dans la région climatique  Lorraine, plateau de Langres, Morvan, caractérisée par un hiver rude (1,5 °C), des vents modérés et des brouillards fréquents en automne et hiver. 
Pour la période 1971-2000, la température annuelle moyenne est de 9,7 °C, avec une amplitude thermique annuelle de 17,1 °C. Le cumul annuel moyen de précipitations est de 785 mm, avec 12,4 jours de précipitations en janvier et 9 jours en juillet. Pour la période 1991-2020, la température moyenne annuelle observée sur la station météorologique de Météo-France la plus proche, « Malancourt », sur la commune d'Amnéville à 24 km à vol d'oiseau, est de 10,2 °C et le cumul annuel moyen de précipitations est de 884,1 mm. 
La température maximale relevée sur cette station est de 39,3 °C, atteinte le 25 juillet 2019 ; la température minimale est de −17,9 °C, atteinte le 5 janvier 1985,,. 
Les paramètres climatiques de la commune ont été estimés pour le milieu du siècle (2041-2070) selon différents scénarios d'émission de gaz à effet de serre à partir des nouvelles projections climatiques de référence DRIAS-2020. Ils sont consultables sur un site spécial publié par Météo-France en novembre 2022.

## Urbanisme

### Typologie
Au 1er janvier 2024, Rettel est catégorisée commune rurale à habitat dispersé, selon la nouvelle grille communale de densité à sept niveaux définie par l'Insee en 2022.
Elle appartient à l'unité urbaine de Perl (ALL)-Sierck-les-Bains (partie française), une agglomération internationale regroupant cinq  communes, dont elle est une commune de la banlieue,,. Par ailleurs la commune fait partie de l'aire d'attraction de Luxembourg (partie française), dont elle est une commune de la couronne,. Cette aire, qui regroupe 115 communes, est catégorisée dans les aires de 700 000 habitants ou plus (hors Paris),.

### Occupation des sols
L'occupation des sols de la commune, telle qu'elle ressort de la base de données européenne d’occupation biophysique des sols Corine Land Cover (CLC), est marquée par l'importance des territoires agricoles (54,5 % en 2018), en diminution par rapport à 1990 (57,2 %). La répartition détaillée en 2018 est la suivante : 
terres arables (52,5 %), forêts (20,7 %), zones urbanisées (9,4 %), espaces verts artificialisés, non agricoles (8,7 %), eaux continentales (6,7 %), prairies (2 %). L'évolution de l’occupation des sols de la commune et de ses infrastructures peut être observée sur les différentes représentations cartographiques du territoire : la carte de Cassini (XVIIIe siècle), la carte d'état-major (1820-1866) et les cartes ou photos aériennes de l'IGN pour la période actuelle (1950 à aujourd'hui).

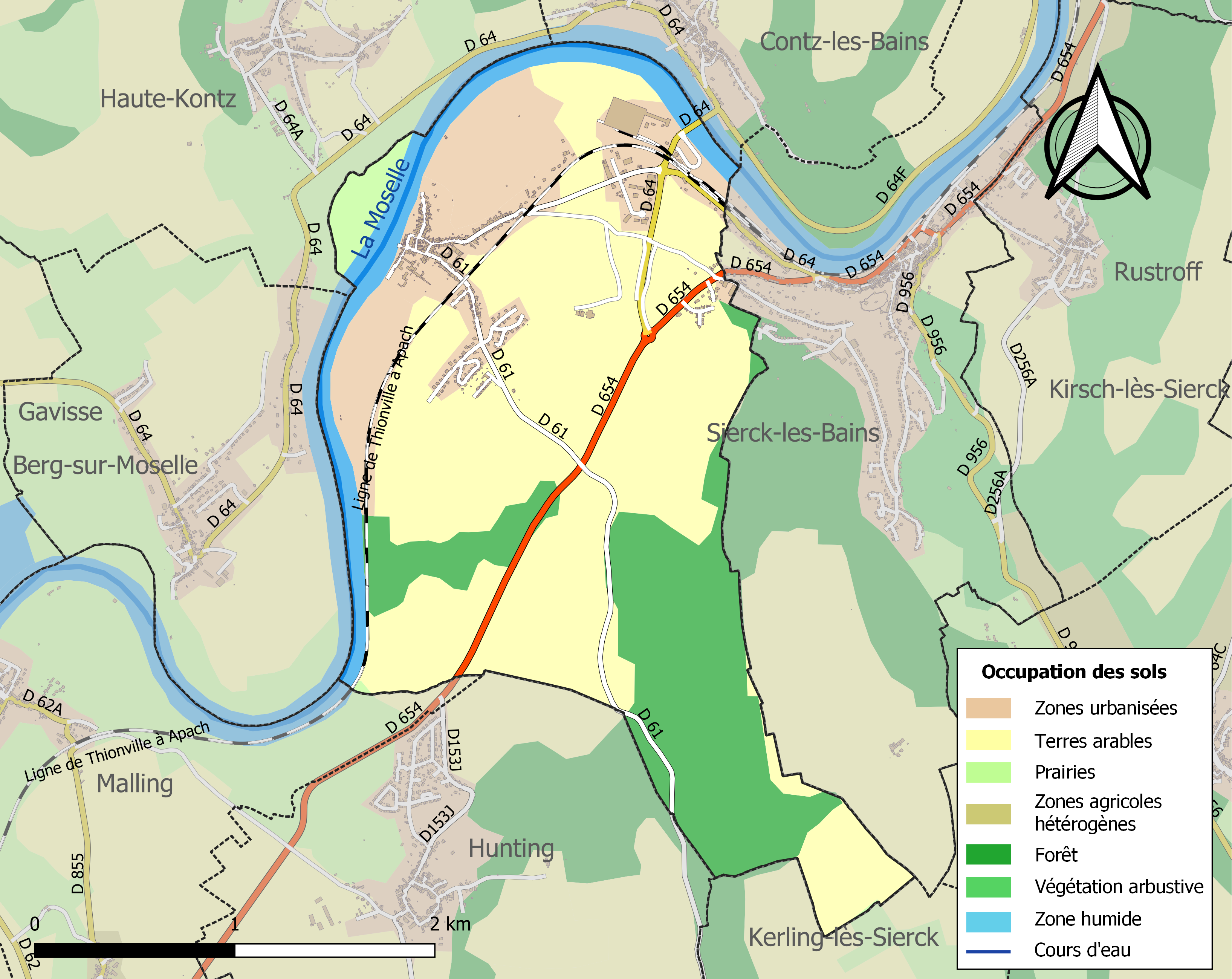
Carte des infrastructures et de l'occupation des sols de la commune en 2018 (CLC).

### Écarts et lieux-dits
Bestroff.

## Toponymie
- Rotila est une appellation ancienne de Rettel puisqu’elle est attestée dès 620 par « Valla Rotovallum » (annales de Trèves). Mais on lui connaît d’autres noms, approchant certes, tels que Ruttila en 1218.
- Une succession toponymique peut être celle-ci: Valla Rotovallum (620), Rotila (892), Ruthela (1195), Ruttila (1218), Rutel (1322), Rutula (1331), Rottel (1394), Ruttel (1412), Rutela (1470), Rattel (1544), Ruthel (XVIIe siècle), Rettelle (1693), Rotula/Rottula/Rotila (1756), Rettel (1793), Rethel et Réthel[16] (XIXe siècle).
  - En francique lorrain et en allemand : Rettel.
- Bestroff : Becherdorf (1179), Bettsdorf (1594), Bistroff (1756).

### Sobriquets
- Anciens sobriquets désignant les habitants : Di Retteler Bräisäck (Les sacs/panses à bouillie de Rettel).

## Histoire
La création d'un couvent de Rettel remonterait à l’an 800, il aurait été fondé par la volonté d’une des sœurs de Charlemagne, Effetia, en résidence à Haute-Kontz. Il est possible que le village se soit construit petit à petit autour d’un large domaine. Mais celui-ci avait certainement déjà été occupé auparavant par les Romains, qui s’établissaient dans les plaines. Après avoir été une abbaye bénédictine, le monastère devient une chartreuse (Marienfloss) en 1431.
La chartreuse de Rettel a été construite sur un modèle proche de celle de Bosserville près de Nancy, sur les bords de la Moselle. C’est la période en apparence, selon l’histoire moderne, la plus importante et la plus riche en événements. Guerres et incendies successifs ont nécessité de fréquents travaux de reconstruction.

## Politique et administration
| Période                                  | Période    | Identité      | Étiquette | Qualité |
| ---------------------------------------- | ---------- | ------------- | --------- | ------- |
| mars 1983                                | avril 2014 | Jean Schwenck |           |         |
| avril 2014                               | En cours   | Rémi Schwenck |           |         |
| Les données manquantes sont à compléter. |            |               |           |         |

## Démographie
L'évolution du nombre d'habitants est connue à travers les recensements de la population effectués dans la commune depuis 1793. Pour les communes de moins de 10 000 habitants, une enquête de recensement portant sur toute la population est réalisée tous les cinq ans, les populations de référence des années intermédiaires étant quant à elles estimées par interpolation ou extrapolation. Pour la commune, le premier recensement exhaustif entrant dans le cadre du nouveau dispositif a été réalisé en 2006.

En 2022, la commune comptait 849 habitants, en évolution de +16,94 % par rapport à 2016 (Moselle : +0,52 %, France hors Mayotte : +2,11 %).
| 1793 | 1800 | 1806 | 1821 | 1836 | 1841 | 1861 | 1866 | 1871 |
| ---- | ---- | ---- | ---- | ---- | ---- | ---- | ---- | ---- |
| 524  | 550  | 573  | 686  | 786  | 769  | 738  | 722  | 678  |

| 1875 | 1880 | 1885 | 1890 | 1895 | 1900 | 1905 | 1910 | 1921 |
| ---- | ---- | ---- | ---- | ---- | ---- | ---- | ---- | ---- |
| 652  | 663  | 638  | 633  | 633  | 695  | 718  | 707  | 753  |

| 1926 | 1931 | 1936 | 1946 | 1954 | 1962 | 1968 | 1975 | 1982 |
| ---- | ---- | ---- | ---- | ---- | ---- | ---- | ---- | ---- |
| 714  | 781  | 795  | 510  | 642  | 626  | 591  | 583  | 566  |

| 1990 | 1999 | 2006 | 2011 | 2016 | 2021 | 2022 | - | - |
| ---- | ---- | ---- | ---- | ---- | ---- | ---- | - | - |
| 634  | 684  | 736  | 737  | 726  | 822  | 849  | - | - |

## Culture locale et patrimoine

### Lieux et monuments
- Église Saint-Laurent reconstruite après la guerre, l'ancienne église ayant été détruite par les bombardements lors de la guerre 1939-1945.
- Ancienne abbaye Saint-Sixte de Rettel, successivement bénédictine, chartreuse et dominicaine.
- Musée lorrain des cheminots, établi dans une ancienne maison lorraine.
- Vestiges gallo-romains au lieu-dit Redig : monnaies, haches, statuettes en argile.
- Château construit par les Messins au XVe siècle, qui occupait le site d'une ancienne abbaye. Détruit à la fin du XVIe siècle, au cours de la guerre de la Ligue.
- Ancienne maison de la Dîme (XVe siècle).
- Maison des bateliers (XVIIe siècle) et maison des pêcheurs (XVIIIe siècle).
- Ferme des chartreux et ferme de Königsberg.
- La forêt de buis dénommée Buxaie du Pällembësch.
- Oratoire de rue.

Edifices religieux de Rettel
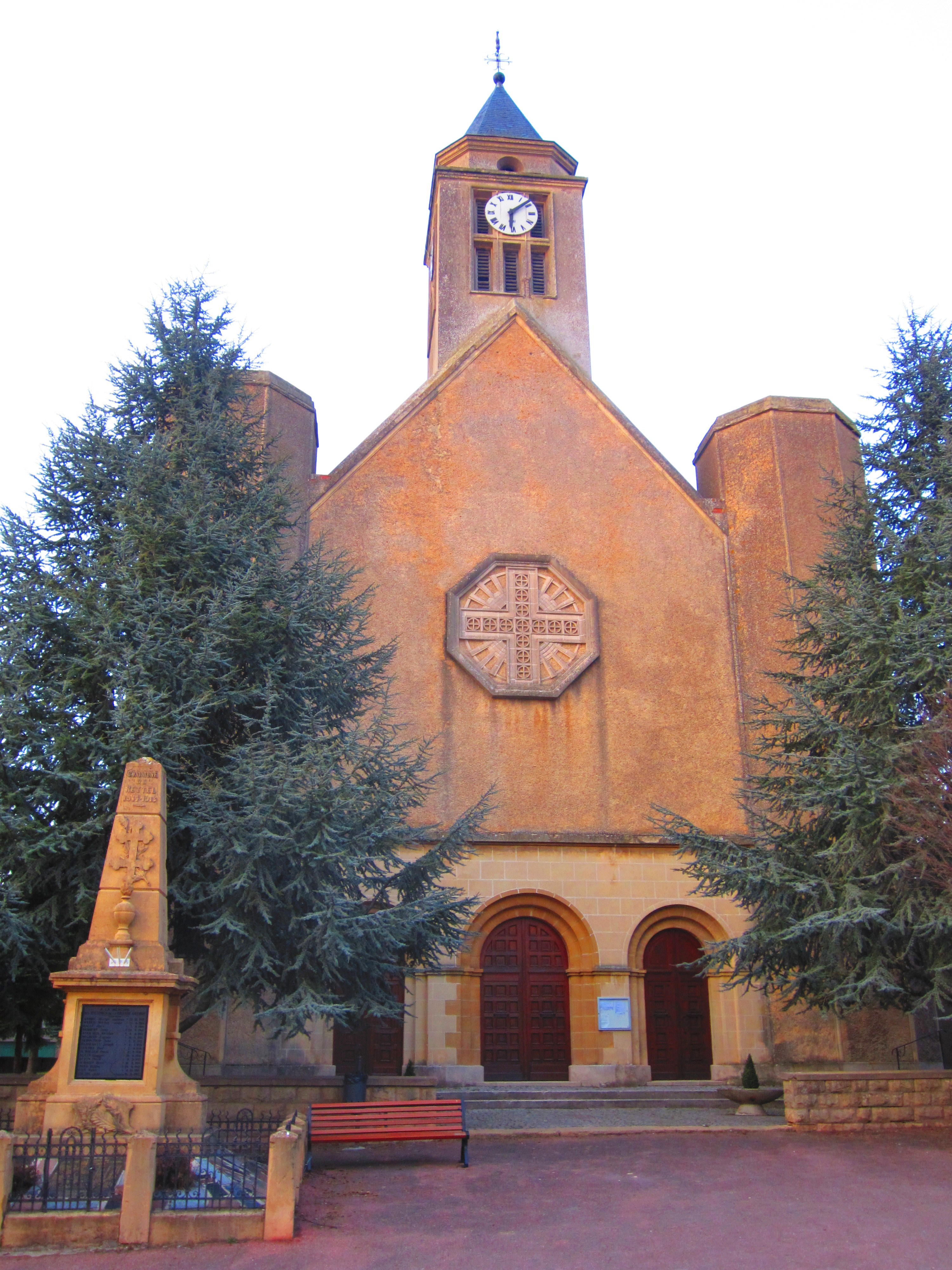
Église Saint-Laurent.
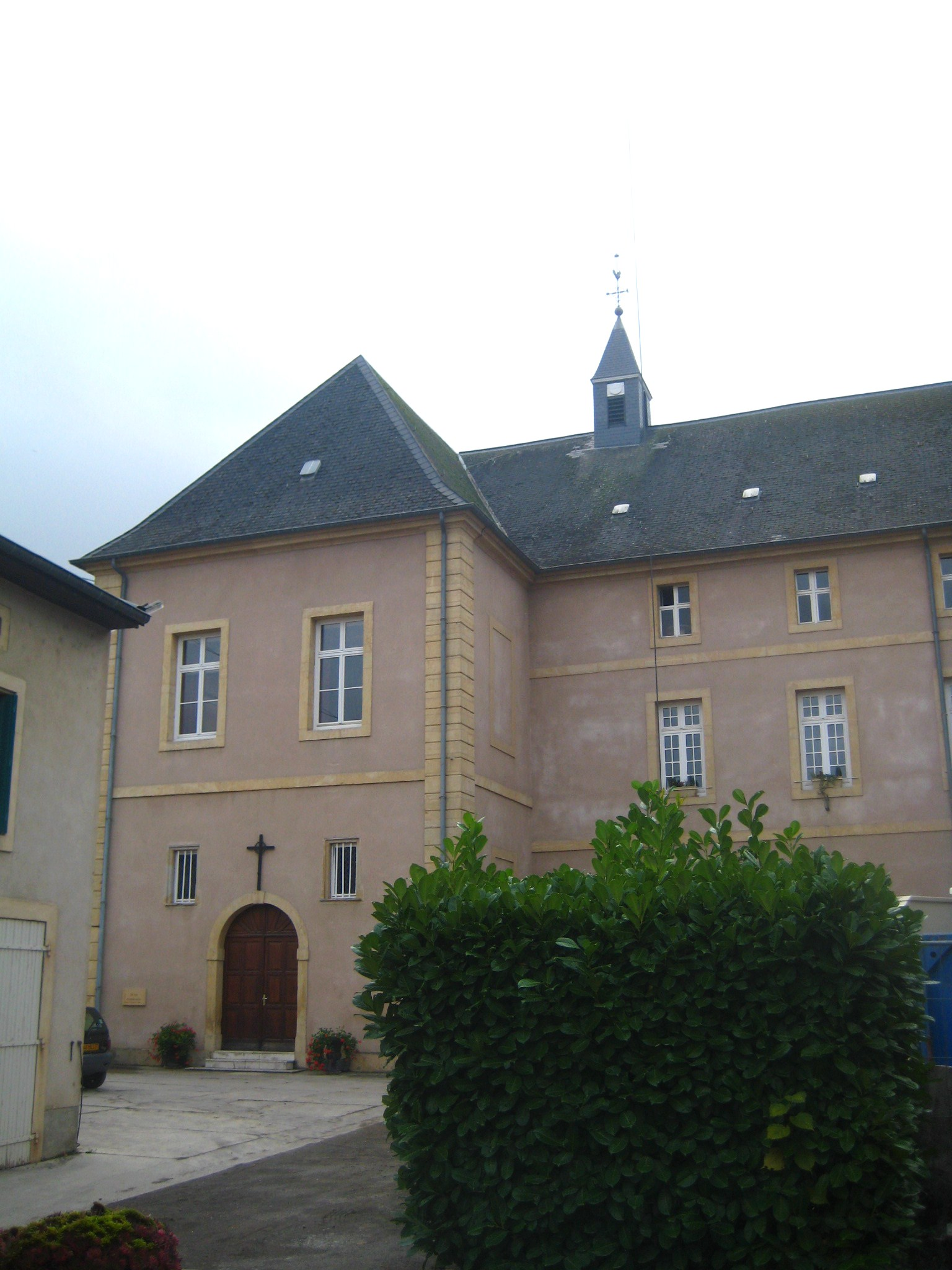
Ancienne abbaye Saint-Sixte.
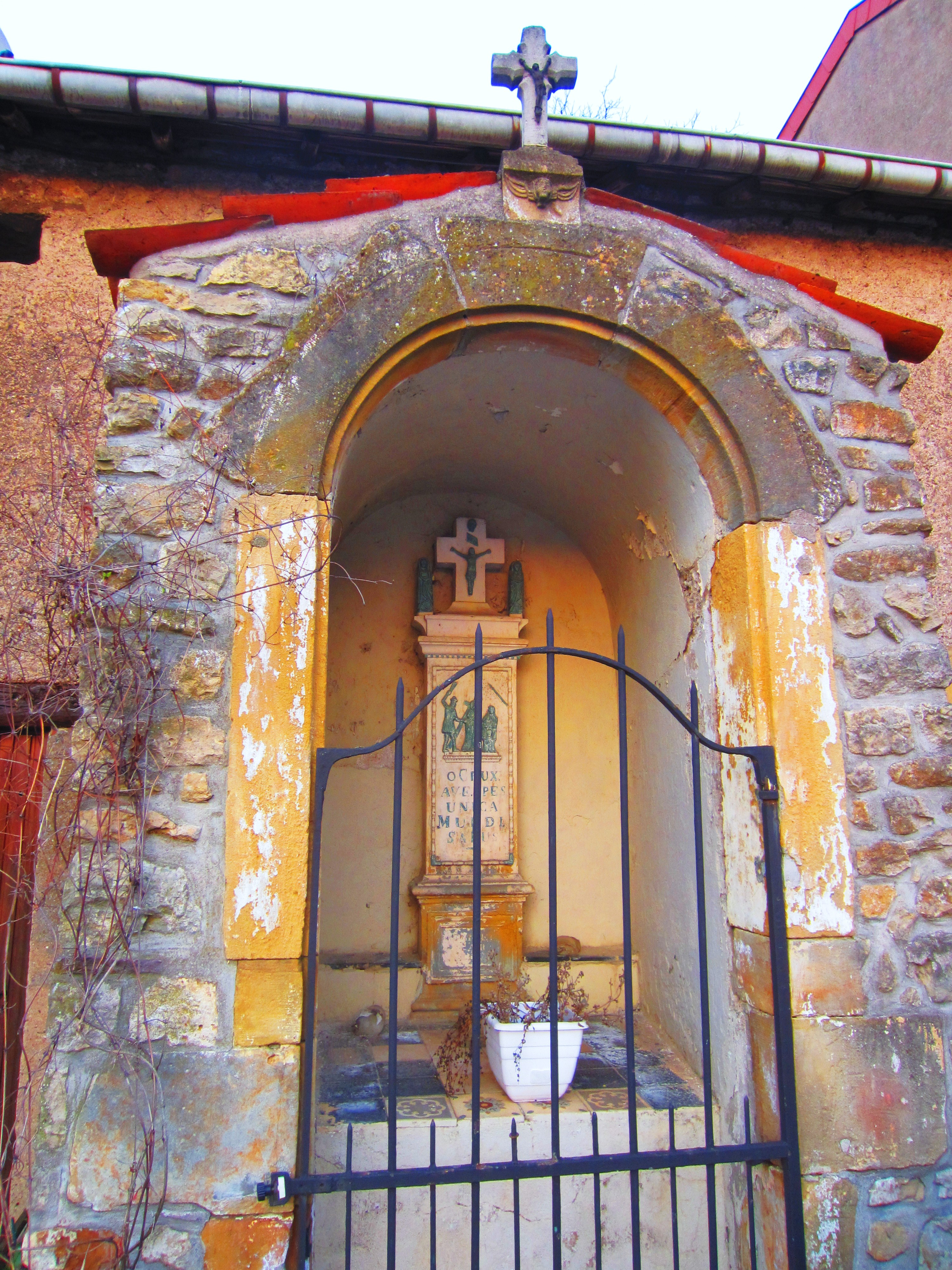
Oratoire.

### Personnalités liées à la commune
- Mathias Schiff (1862-1888), sculpteur français, né et mort à Rettel ;
- L'abbé Charles Hoffmann, professeur au petit séminaire de Montigny-lès-Metz, est né à Rettel (1886). Il est l'auteur d'un ouvrage sur le couvent de Rettel.

### Héraldique
| Blason de Rettel | Blason  | D'argent au Saint-Sixte au naturel, tenant une clef d'or et un livre ouvert, accosté en chef de deux lettres S de gueules. |
| Blason de Rettel | Détails | Le statut officiel du blason reste à déterminer.                                                                           |